# Ambassade d'Afrique du Sud en Allemagne
L’Ambassade d'Afrique du Sud en Allemagne est la mission diplomatique de la République d'Afrique du Sud en République fédérale d'Allemagne.
L'ambassade est construite entre 2002 et 2003 dans le quartier des ambassades dans le großer Tiergarten à Berlin.

## Bâtiment

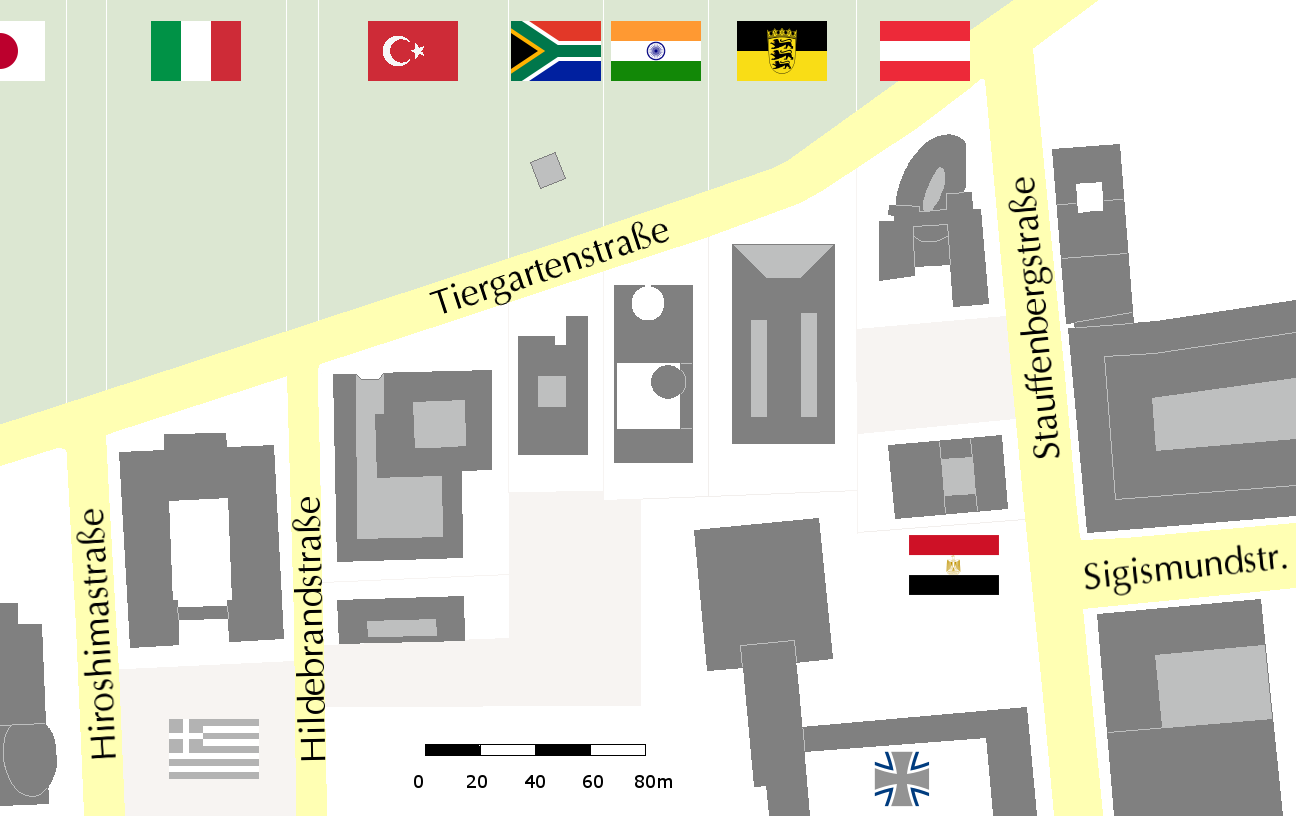
Cartes des ambassades à l'est de la Tiergartenstraße à Berlin

L'ambassade est située au 18 Tiergartenstraße, entre Hildebrandstraße et Stauffenbergstraße. Il y a actuellement quatre bâtiments dans ce bloc. Le voisin immédiat de l'ambassade d'Afrique du Sud à l'est est l'ambassade de l'Inde (no 16-17). De l'autre côté, il y a l'ambassade de Turquie. En face, il y a le monument à Richard Wagner.
Le terrain de près de 2 600 m2 de l'ambassade d'Afrique du Sud mesure environ 35 m de large, un peu moins de 75 m de profondeur. Avant la destruction de la Seconde Guerre mondiale, se trouvait, entre autres, au numéro 18b, la légation égyptienne. La propriété voisine portant le numéro 17a de l'époque appartenait à l'Afrique du Sud, la légation de l'Union sud-africaine occupe une villa de style néoclassique. Après l'acquisition par l'Afrique du Sud de la propriété voisine à l'est dans les années 1930, cette villa est agrandie. Elle est détruite pendant la Seconde Guerre mondiale, la ruine est explosée en 1951 et le terrain évacué. À partir de 1975, l'ambassade d'Afrique du Sud est installée à Bonn, dans le quartier de Bad Godesberg. La friche de la Tiergartenstraße 17a/18 demeure la possession de l'Afrique du Sud même après la division de Berlin et est louée jusqu’en 1996 pour une somme symbolique à la ville qui souhaite élargir la coulée verte du Tiergarten. En 1997, on décide de construire une nouvelle ambassade sur le site, qui devient le numéro 18.
Le 14 novembre 2003, l'ambassade d'Afrique du Sud est inaugurée solennellement en présence des ministres des Affaires étrangères de l’Allemagne et de l’Afrique du Sud de l'époque, Joschka Fischer et Nkosazana Dlamini-Zuma. Le premier ambassadeur sud-africain à s'installer dans le nouveau bâtiment est Sibusiso Bengu. Les coûts de construction s'élèvent à 9,5 millions d'euros, ce qui semble bon marché par rapport aux autres bâtiments neufs des ambassades des années 1990. Cependant, en raison de la propriété antérieure, les coûts de construction n'incluent pas la valeur de la propriété. L’ambassade de l’Afrique du Sud à Berlin est la première construction d’ambassade en Afrique du Sud depuis la fin du régime d’apartheid en 1994. Elle est donc censée représenter de manière particulière la "nouvelle Afrique du Sud démocratique".
Le plan de développement prescrit un développement pour la zone avec des villas urbaines indépendantes, qui peuvent être séparées d'au moins 10 m et d'une hauteur maximale de 16 m. La conception du cabinet d'architecture mma architectes (Mphethi Moroje, Luyanda Mpahlwa, Alun Samuels, Gandhi Maseko, Johannesburg/Le Cap/Berlin) pour l'ambassade va dans les limites du cahier des charges, le plan d'étage du bâtiment mesurant 24 m sur 52 m. Le plan d'étage est composé de deux blocs de construction en forme de L dont les jambes plus courtes sont alignées parallèlement à l'avant de la parcelle. Les blocs de construction forment un rectangle à l'extérieur et renferment un atrium à l'intérieur. La partie est du bâtiment fait saillie sur le devant et forme ainsi une façade décalée qui suit la Tiergartenstraße légèrement déformée. La hauteur de bâtiment de 16 m correspond à la hauteur maximale, divisée en un sous-sol, un rez-de-chaussée et trois étages. La façade est plutôt sobre comparée à l'ambassade indienne voisine : le socle est recouvert de pierre noire du Zimbabwe, les étages supérieurs ont une façade en verre et en partie un revêtement de grès jaunâtre de la province de Limpopo. Les surfaces en grès sont structurées par des bandes d'aluminium horizontales qui dépassent de la façade et ont une fonction de protection solaire. Les surfaces en plâtre à l'intérieur et à l'extérieur de l'ambassade sont conçues selon la technique traditionnelle du litema.